# ويرغيتون دي روزاريو كالمون
ويرغيتون دي روزاريو كالمون المعروف بـصوماليا (28 سبتمبر 1988 في ريو دي جانيرو في البرازيل – )؛ هو لاعب كرة قدم يلعب كلاعب وسط لعب سابقاً في نادي الشباب السعودي .

## وصلات خارجية
- ويرغيتون دي روزاريو كالمون على موقع قاعدة بيانات كرة القدم.إي يو (الإنجليزية)
- ويرغيتون دي روزاريو كالمون على موقع Soccerway.com (الإنجليزية)
- ويرغيتون دي روزاريو كالمون على موقع AS.com (الإسبانية)

ويرغيتون دي روزاريو كالمون